# Punkt arbitralny
Punkt arbitralny – wybrany dowolnie (taki punkt nie musi nawet leżeć na krzywej) przez prowadzącego obliczenia punkt dla odczytania współrzędnych punktów arbitralnych w obu układach współrzędnych – krzywej nomograficznej oraz krzywej doświadczalnej. Jest używany w przybliżonych graficznych metodach obliczeń parametrów z wykorzystaniem krzywej nomograficznej.